# Ilsinho
Ilsinho, bürgerlich Ilson Pereira Dias Júnior (* 12. Oktober 1985 in São Bernardo do Campo), ist ein ehemaliger brasilianischer Fußballspieler.

## Karriere

### Vereinskarriere
Ilsinhos erste Profistation war 2006 Palmeiras São Paulo, mit dem er im gleichen Jahr die brasilianische Meisterschaft gewann. Im selben Jahr wechselte er im Sommer zum FC São Paulo, um den zu Real Madrid abgewanderten Cicinho zu ersetzen. 2007 wechselte er für 10 Millionen € zu Schachtar Donezk und unterschrieb einen Vierjahresvertrag. 2008 verhalf er dem Team mit seinen zwei Toren beim 2:0-Finalsieg über Dynamo Kiew zum sechsten ukrainischen Pokalgewinn. Ferner erzielte er nach einem ansehnlichen Dribbling im UEFA-Pokal-Halbfinale 2008/09 das entscheidende Tor zum 2:1-Erfolg über Dynamo Kiew, wodurch Donezk ins Finale einzog.
Seit 2011 stand Ilsinho bei Internacional Porto Alegre unter Vertrag.

### Nationalmannschaft
Ilsinho bestritt bislang ein Länderspiel für die brasilianische Nationalmannschaft bei einem Freundschaftsspiel gegen Ghana am 27. März 2007. Außerdem nahm er mit der brasilianischen Mannschaft an den Olympischen Sommerspielen 2008, wo man die Bronzemedaille gewann, teil.

## Erfolge
- Brasilianische Meisterschaft: 2006
- Ukrainische Meisterschaft: 2008
- Ukrainischer Pokal: 2008
- Ukrainischer Superpokal: 2008
- UEFA-Pokalsieger: 2009
- Bronzemedaille bei den Olympischen Sommerspielen 2008 (2 Einsätze)